# Shrek SuperSlam
Shrek SuperSlam, anche conosciuto come Shrek Super Slam è un videogioco picchiaduro ispirato ai protagonisti dei primi due film della serie di Shrek.

## Trama
La trama principale si concentra su Shrek e i suoi amici che tentano di aiutare Ciuchino a mettere a dormire i Drughini per guardare Survivor: Sherwood Forest insieme alla Fortezza del Drago. Quando uno dei cuccioli distrugge inavvertitamente il libro di fiabe della famiglia, il gruppo crea a turno le proprie storie. Dopo averne raccontate abbastanza, i Drughini si addormentano solo per essere svegliati dopo che Shrek urla all'annunciatore del gioco per aver parlato troppo nell'epilogo.
Ognuna delle otto storie culmina in uno scontro, il cui ordine è: 
- Pan di Zenzero vs. Gatto con gli Stivali
- Ciuchino vs. Principe Azzurro
- Pan di Zenzero vs. G-nomo
- Fiona vs. Testa d'Uovo
- Shrek e Fiona Orco vs. Quasimodo
- Pinocchio vs. Cavaliere Nero
- Ciuchino vs. Testa d'Uovo, Capitan Uncino e Pan di Zenzero
- Gatto con gli Stivali vs. Shrek, Pinocchio e Fiona Orco

## Modalità di gioco
Il videogioco è un picchiaduro a tema fantasy. La versione per console ha tre differenti modalità di gioco: "King of the Hill", "Melee" e "Slammageddon".
- "King of the Hill": scopo del gioco è rimanere il più a lungo possibile sulla cima di una collina mentre tutti i personaggi tentano di buttarsi giù gli uni con gli altri. Il primo giocatore che raggiunge trenta punti vince.
- "Melee": l'obbiettivo del gioco è guadagnare quanti più punti possibile in soltanto due minuti. Ogni volta che un personaggio colpisce un avversario si riempiono una alla volta le quattro lettere della parola slam, che una volta riempite tutte diverranno rosse e si potrà eseguire un Attacco Slam, un attacco speciale che se andrà a segno farà guadagnare al personaggio un punto slam e ne farà perdere uno al personaggio avversario colpito.
- "Slammageddon": ogni singolo colpo inferto conta come slam.

## Personaggi
I personaggi sono 20, di cui 10 disponibili fin dall'inizio e 10 sbloccabili completando le Mega-Sfide:
- Shrek
- Ciuchino
- Gatto con gli Stivali
- Pan di Zenzero
- Fiona
- Fiona orco
- Pinocchio
- Principe Azzurro
- Cappuccetto Rosso
- Cavaliere Nero
- Lupo soffia e risoffia (sbloccabile)
- Anthrax (sbloccabile)
- Ciclope (sbloccabile)
- Robin Hood (sbloccabile)
- G-nomo (sbloccabile)
- Draghina (sbloccabile)
- Quasimodo (sbloccabile)
- Luna (sbloccabile)
- Capitan Uncino (sbloccabile)
- Testa d'Uovo (sbloccabile)